# Desmeocraera irregularis
Desmeocraera irregularis är en fjärilsart som beskrevs av Sergius G. Kiriakoff 1962. Desmeocraera irregularis ingår i släktet Desmeocraera och familjen tandspinnare. Inga underarter finns listade i Catalogue of Life.